# Juan Antonio Reig Pla
Juan Antonio Reig Pla   (Cocentaina, 7 de juliol de 1947) és un sacerdot catòlic valencià. Ha estat bisbe de les diòcesis de Sogorb-Castelló, Cartagena i Alcalà d'Henares successivament.
Fill de Manuel Reig i Amparo Pla, Juan Antonio va nàixer el 7 de juliol de 1947 a Cocentaina, el Comtat. Fou batejat l'11 de juliol a la Parròquia de l'Assumpció on més endavant també va rebre la primera comunió i la confirmació. Més tard va estudiar al Seminari Metropolità de València on va obtenir el batxillerat en teologia l'any 1970. El 3 de juliol del mateix any fou ordenat Diaca.
Va rebre l'ordenació sacerdotal a València el 8 de juliol de 1971, incardinant-se com a sacerdot a la mateixa arxidiòcesi. Com a sacerdot, fou vicari a l'Església Parroquial de Sant Joan Baptista de Manises entre els anys 1971 i 1973. El mateix any es llicencià en Sagrada Teologia a la Universitat Pontifícia de Salamanca. Entre els anys 1973 i 1976 fou becari a l'Església de Santa Maria de Montserrat dels Espanyols, a Roma. L'any 1978 es doctorà en Teologia Moral a la Universitat Pontifícia Lateranense. Aquell any va tornar a València per a exercir diversos càrrecs com ara Prefecte de Filosofia al Seminari Metropolità fins a l'any 1979, rector del Seminari Major fins a l'any 1985, Capellà de l'Església parroquial de Sant Maur i Sant Francesc i Vicari episcopal fins a l'any 1989, Canonge penitenciari de la Catedral de València fins a l'any 1996 i delegat episcopal de Pastoral Familiar entre els anys 1990 i 1996.
El 22 de febrer de 1996, el Papa Joan Pau II el nomenà Bisbe de Sogorb-Castelló, rebent l'ordenació episcopal el 14 d'abril del mateix any a la Catedral de Sogorb. Dins de la Conferència Episcopal Espanyola (CEE), ha presidit des de 1999 la Subcomissió Episcopal per a la Família i la Defensa de la Vida i també ha estat vicepresident de la Comissió Episcopal d'Apostolat Seglar. Anys més tard, el 24 de setembre de 2005, el Papa Benet XVI signà el seu nomenament com a Bisbe de Cartagena; prenent possessió canònica el 19 de novembre del mateix any a la Catedral de Múrcia. Poc temps després, el 7 de març de 2009 el mateix Papa Benet XVI el va nomenar bisbe d'Alcalá de Henares, prenent possessió canònica el 25 d'abril del mateix any a la Catedral d'Alcalá de Henares. Actualment, també és vicepresident de la secció espanyola del Pontifici Institut Joan Pau II per a l'Estudi del Matrimoni i la Família, depenent de la Universitat Pontifícia Lateranense.
El 7 de juliol de 2022, en complir 75 anys, va presentar la seva renúncia al Papa com a bisbe d'Alcalá de Henares.